# Randal Cremer
Sir William Randal Cremer (največkrat znan po svojem srednjem imenu »Randal«), angleški mizar, politik in pacifist, * 18. marec 1828, Fareham pri Portsmouthu, grofija Wiltshire, Anglija, † 22. julij 1908, London.
Cremer je leta 1903 prejel Nobelovo nagrado za mir. Bil je tudi soustanovitelj Interparlamentarne unije.